# Ridnitsohkka
Ridnitsohkka ou Ritničohkka en same du Nord est le plus haut sommet entièrement situé en Finlande à 1 317,1 m d'altitude, le mont Halti étant le point culminant du pays mais ayant son sommet en Norvège.